# Verein für Bewegungsspiele Stuttgart 1893 1965-1966
Questa voce raccoglie le informazioni riguardanti il Verein für Bewegungsspiele Stuttgart 1893 nelle competizioni ufficiali della stagione 1965-1966.

## Stagione
Nella stagione 1965-1966 lo Stoccarda, allenato da Rudi Gutendorf, concluse il campionato di Bundesliga all'11º posto. In Coppa di Germania lo Stoccarda fu eliminato al primo turno dal Meidericher.

## Rosa
| N. |                     | Ruolo | Calciatore           |
| -- | ------------------- | ----- | -------------------- |
|    | Germania (bandiera) | P     | Werner Pfeifer       |
|    | Germania (bandiera) | P     | Günter Sawitzki      |
|    | Germania (bandiera) | D     | Hans Eisele          |
|    | Germania (bandiera) | D     | Willi Entenmann      |
|    | Germania (bandiera) | D     | Theodor Hoffmann     |
|    | Germania (bandiera) | D     | Gerd Menne           |
|    | Germania (bandiera) | D     | Günter Seibold       |
|    | Germania (bandiera) | D     | Klaus-Dieter Sieloff |
|    | Germania (bandiera) | D     | Werner Walter        |
|    | Germania (bandiera) | C     | Hans Arnold          |
|    | Germania (bandiera) | C     | Rudi Entenmann       |
|    | Serbia (bandiera)   | C     | Vladimir Popović     |

| N. |                     | Ruolo | Calciatore          |
| -- | ------------------- | ----- | ------------------- |
|    | Austria (bandiera)  | A     | Peter Aust          |
|    | Germania (bandiera) | A     | Siegfried Böhringer |
|    | Germania (bandiera) | A     | Rolf Geiger         |
|    | Germania (bandiera) | A     | Dieter Höller       |
|    | Germania (bandiera) | A     | Helmut Huttary      |
|    | Germania (bandiera) | A     | Hans Krauß          |
|    | Germania (bandiera) | A     | Hans-Otto Peters    |
|    | Germania (bandiera) | A     | Eberhard Pfisterer  |
|    | Germania (bandiera) | A     | Manfred Reiner      |
|    | Germania (bandiera) | A     | Helmut Siebert      |
|    | Germania (bandiera) | A     | Erwin Waldner       |
|    | Germania (bandiera) | A     | Hartmut Weiß        |

## Organigramma societario
Area tecnica
- Allenatore: Rudi Gutendorf
- Allenatore in seconda:
- Preparatore dei portieri:
- Preparatori atletici:

## Calciomercato

### Sessione estiva
| Acquisti | Acquisti         | Acquisti         | Acquisti |
| R.       | Nome             | da               | Modalità |
| -------- | ---------------- | ---------------- | -------- |
| A        | Peter Aust       | Wr. Neustädter   |          |
| A        | Hans-Otto Peters | Bayer Leverkusen |          |
| C        | Vladimir Popović | Stella Rossa     |          |

| Cessioni | Cessioni       | Cessioni     | Cessioni |
| R.       | Nome           | a            | Modalità |
| -------- | -------------- | ------------ | -------- |
| P        | Lorenz Fischer | TSG Backnang |          |

## Risultati

### Bundesliga

#### Girone di andata
| Arbitro: | Deuschel |

|                    |           |  |
| Fichtel 21’ (aut.) | Marcatori |  |

| Arbitro: | Ohmsen |

|                         |           |  |
| Entenmann 5’ Höller 85’ | Marcatori |  |

| Arbitro: | Horstmann |

|                                  |           |            |
| Hornig 58’ Löhr 68’ Sørensen 83’ | Marcatori | 49’ Reiner |

| Arbitro: | Radermacher |

|  |           |                                 |
|  | Marcatori | 37’ Zebrowski 71’ (rig.) Schütz |

| Monaco di Baviera 17 settembre 1965, ore 16:00 CET 5ª giornata | Monaco 1860 | 0 – 0 referto | Stoccarda | Stadion an der Grünwalder Straße (35 000 spett.)\| Arbitro: \| Herden \| |
| Arbitro:                                                       | Herden      |               |           |                                                                          |

| Stoccarda 18 settembre 1965, ore 16:00 CET 6ª giornata | Stoccarda   | 0 – 0 referto | Eintracht Francoforte | Neckarstadion (20 000 spett.)\| Arbitro: \| Gusenburger \| |
| Arbitro:                                               | Gusenburger |               |                       |                                                            |

| Arbitro: | Fritz |

|                  |           |             |
| Ulsaß 56’ (rig.) | Marcatori | 71’ Huttary |

| Arbitro: | Lutz |

|                       |           |  |
| Geiger 8’ Huttary 77’ | Marcatori |  |

| Arbitro: | Malka |

|  |           |                        |
|  | Marcatori | 20’ Sieloff 57’ Peters |

| Arbitro: | Reil |

|                    |           |  |
| Sieloff 53’ (rig.) | Marcatori |  |

| Arbitro: | Seekamp |

|                  |           |  |
| Netzer 2’ (rig.) | Marcatori |  |

| Arbitro: | Ott |

|            |           |              |
| Peters 79’ | Marcatori | 40’ Emmerich |

| Arbitro: | Baumgärtel |

|                                       |           |               |
| Wulf 18’, 90’ Peltonen 58’ Dörfel 60’ | Marcatori | 75’ Entenmann |

| Arbitro: | Schulenburg |

|  |           |                  |
|  | Marcatori | 38’ (aut.) Menne |

| Arbitro: | Radermacher |

|            |           |            |
| Brungs 56’ | Marcatori | 64’ Reiner |

| Arbitro: | Hoffmann |

|                                                           |           |                       |
| Peters 12’ Entenmann 15’ Mülhausen 46’ (aut.) Huttary 68’ | Marcatori | 62’, 87’ Siemensmeyer |

| Arbitro: | Niemeyer |

|              |           |                   |
| Kostrewa 79’ | Marcatori | 2’ Weiß 6’ Peters |

#### Girone di ritorno
| Arbitro: | Spinnler |

|                |           |  |
| Kreuz 72’, 84’ | Marcatori |  |

| Arbitro: | Horstmann |

|                                                                    |           |                             |
| Bella 25’ Gecks 43’ van Haaren 49’ Mielke 65’ Heidemann 73’ (rig.) | Marcatori | 66’ Entenmann 85’ Entenmann |

| Arbitro: | Fritz |

|  |           |          |
|  | Marcatori | 40’ Löhr |

| Arbitro: | Weyland |

|                                     |           |           |
| Zebrowski 52’ Lorenz 57’ Schütz 63’ | Marcatori | 84’ Menne |

| Stoccarda 12 febbraio 1966, ore 15:00 CET 22ª giornata | Stoccarda  | 0 – 0 referto | Monaco 1860 | Neckarstadion (50 000 spett.)\| Arbitro: \| Handwerker \| |
| Arbitro:                                               | Handwerker |               |             |                                                           |

| Arbitro: | Jacobi |

|                                            |           |                         |
| Bechtold 17’ Solz 31’ Grabowski 39’ (rig.) | Marcatori | 28’ Waldner 41’ Sieloff |

| Arbitro: | Baumgärtel |

|  |           |          |
|  | Marcatori | 31’ Maas |

| Arbitro: | Malka |

|         |           |                     |
| May 28’ | Marcatori | 17’ Weiß 54’ Reiner |

| Arbitro: | Hilker |

|                      |           |  |
| Weiß 67’ Waldner 87’ | Marcatori |  |

| Arbitro: | Riegg |

|                          |           |  |
| Berking 9’ Wild 76’, 80’ | Marcatori |  |

| Arbitro: | Deuschel |

|                                                               |           |  |
| Waldner 29’ Weiß 30’ Lowin 42’ (aut.) Sieloff 53’ (rig.), 59’ | Marcatori |  |

| Arbitro: | Schulenburg |

|                                             |           |  |
| Schmidt 31’ Held 55’ Sturm 69’ Emmerich 87’ | Marcatori |  |

| Arbitro: | Regely |

|            |           |                              |
| Eisele 66’ | Marcatori | 35’, 86’ Dörfel 54’ Kurbjuhn |

| Arbitro: | Biwersi |

|  |           |                    |
|  | Marcatori | 18’ (rig.) Sieloff |

| Arbitro: | Conrad |

|            |           |  |
| Peters 25’ | Marcatori |  |

| Arbitro: | Voß |

|                                                  |           |                           |
| Rodekamp 28’ Klose 78’ Siemensmeyer 79’ Bena 90’ | Marcatori | 57’ Entenmann 70’ Seibold |

| Arbitro: | Wolf |

|                                        |           |             |
| Peters 4’, 29’ Siebert 13’ Waldner 79’ | Marcatori | 10’ Geisert |

### Coppa di Germania
| Arbitro: | Herden |

|                     |           |  |
| Lotz 42’ Mielke 65’ | Marcatori |  |

## Statistiche

### Statistiche di squadra
| Competizione      | Punti | In casa | In casa | In casa | In casa | In casa | In casa | In trasferta | In trasferta | In trasferta | In trasferta | In trasferta | In trasferta | Totale | Totale | Totale | Totale | Totale | Totale | DR |
| Competizione      | Punti | G       | V       | N       | P       | Gf      | Gs      | G            | V            | N            | P            | Gf           | Gs           | G      | V      | N      | P      | Gf     | Gs     | DR |
| ----------------- | ----- | ------- | ------- | ------- | ------- | ------- | ------- | ------------ | ------------ | ------------ | ------------ | ------------ | ------------ | ------ | ------ | ------ | ------ | ------ | ------ | -- |
| Bundesliga        | 32    | 17      | 9       | 3       | 5       | 24      | 12      | 17           | 4            | 3            | 10           | 18           | 36           | 34     | 13     | 6      | 15     | 42     | 48     | -6 |
| Coppa di Germania | -     | 0       | 0       | 0       | 0       | 0       | 0       | 1            | 0            | 0            | 1            | 0            | 2            | 1      | 0      | 0      | 1      | 0      | 2      | -2 |
| Totale            | 32    | 17      | 9       | 3       | 5       | 24      | 12      | 18           | 4            | 3            | 11           | 18           | 38           | 35     | 13     | 6      | 16     | 42     | 50     | -8 |

### Andamento in campionato
| Giornata  | 1 | 2 | 3 | 4  | 5  | 6 | 7  | 8 | 9 | 10 | 11 | 12 | 13 | 14 | 15 | 16 | 17 | 18 | 19 | 20 | 21 | 22 | 23 | 24 | 25 | 26 | 27 | 28 | 29 | 30 | 31 | 32 | 33 | 34 |
| --------- | - | - | - | -- | -- | - | -- | - | - | -- | -- | -- | -- | -- | -- | -- | -- | -- | -- | -- | -- | -- | -- | -- | -- | -- | -- | -- | -- | -- | -- | -- | -- | -- |
| Luogo     | C | C | T | C  | T  | C | T  | C | T | C  | T  | C  | T  | C  | T  | C  | T  | T  | T  | C  | T  | C  | T  | C  | T  | C  | T  | C  | T  | C  | T  | C  | T  | C  |
| Risultato | V | V | P | P  | N  | N | N  | V | V | V  | P  | N  | P  | P  | N  | V  | V  | P  | P  | P  | P  | N  | P  | P  | V  | V  | P  | V  | P  | P  | V  | V  | P  | V  |
| Posizione | 4 | 2 | 5 | 10 | 10 | 9 | 12 | 8 | 6 | 6  | 7  | 6  | 9  | 10 | 11 | 8  | 8  | 8  | 9  | 11 | 12 | 12 | 13 | 13 | 13 | 13 | 13 | 12 | 12 | 13 | 11 | 11 | 11 | 11 |

Legenda:

Luogo: C = Casa; T = Trasferta. Risultato: V = Vittoria; N = Pareggio; P = Sconfitta.

### Statistiche dei giocatori
| Giocatore    | Bundesliga | Bundesliga | Bundesliga  | Bundesliga | Coppa di Germania | Coppa di Germania | Coppa di Germania | Coppa di Germania | Totale   | Totale | Totale      | Totale     |
| Giocatore    | Presenze   | Reti       | Ammonizioni | Espulsioni | Presenze          | Reti              | Ammonizioni       | Espulsioni        | Presenze | Reti   | Ammonizioni | Espulsioni |
| ------------ | ---------- | ---------- | ----------- | ---------- | ----------------- | ----------------- | ----------------- | ----------------- | -------- | ------ | ----------- | ---------- |
| H. Arnold    | 26         | 0          | 0           | 0          | 1                 | 0                 | 0                 | 0                 | 27       | 0      | 0           | 0          |
| P. Aust      | 0          | 0          | 0           | 0          | 0                 | 0                 | 0                 | 0                 | 0        | 0      | 0           | 0          |
| S. Böhringer | 5          | 0          | 0           | 0          | 0                 | 0                 | 0                 | 0                 | 5        | 0      | 0           | 0          |
| H. Eisele    | 32         | 1          | 0           | 1          | 1                 | 0                 | 0                 | 0                 | 33       | 1      | 0           | 1          |
| R. Entenmann | 24         | 4          | 0           | 0          | 1                 | 0                 | 0                 | 0                 | 25       | 4      | 0           | 0          |
| W. Entenmann | 13         | 2          | 0           | 0          | 1                 | 0                 | 0                 | 0                 | 14       | 2      | 0           | 0          |
| R. Geiger    | 15         | 1          | 0           | 0          | 0                 | 0                 | 0                 | 0                 | 15       | 1      | 0           | 0          |
| T. Hoffmann  | 13         | 0          | 0           | 0          | 1                 | 0                 | 0                 | 0                 | 14       | 0      | 0           | 0          |
| H. Huttary   | 28         | 3          | 0           | 0          | 0                 | 0                 | 0                 | 0                 | 28       | 3      | 0           | 0          |
| D. Höller    | 4          | 1          | 0           | 0          | 0                 | 0                 | 0                 | 0                 | 4        | 1      | 0           | 0          |
| H. Krauß     | 1          | 0          | 0           | 0          | 0                 | 0                 | 0                 | 0                 | 1        | 0      | 0           | 0          |
| G. Menne     | 24         | 1          | 0           | 0          | 1                 | 0                 | 0                 | 0                 | 25       | 1      | 0           | 0          |
| H. Peters    | 25         | 7          | 0           | 0          | 1                 | 0                 | 0                 | 0                 | 26       | 7      | 0           | 0          |
| W. Pfeifer   | 1          | 0          | 0           | 0          | 0                 | 0                 | 0                 | 0                 | 1        | 0      | 0           | 0          |
| E. Pfisterer | 4          | 0          | 0           | 0          | 0                 | 0                 | 0                 | 0                 | 4        | 0      | 0           | 0          |
| V. Popović   | 2          | 0          | 0           | 0          | 0                 | 0                 | 0                 | 0                 | 2        | 0      | 0           | 0          |
| M. Reiner    | 26         | 3          | 0           | 0          | 0                 | 0                 | 0                 | 0                 | 26       | 3      | 0           | 0          |
| G. Sawitzki  | 33         | 0          | 0           | 0          | 1                 | 0                 | 0                 | 0                 | 34       | 0      | 0           | 0          |
| G. Seibold   | 31         | 1          | 0           | 0          | 1                 | 0                 | 0                 | 0                 | 32       | 1      | 0           | 0          |
| H. Siebert   | 3          | 1          | 0           | 0          | 0                 | 0                 | 0                 | 0                 | 3        | 1      | 0           | 0          |
| K. Sieloff   | 25         | 6          | 0           | 0          | 1                 | 0                 | 0                 | 0                 | 26       | 6      | 0           | 0          |
| E. Waldner   | 26         | 4          | 0           | 0          | 0                 | 0                 | 0                 | 0                 | 26       | 4      | 0           | 0          |
| W. Walter    | 0          | 0          | 0           | 0          | 0                 | 0                 | 0                 | 0                 | 0        | 0      | 0           | 0          |
| H. Weiß      | 13         | 4          | 0           | 0          | 1                 | 0                 | 0                 | 0                 | 14       | 4      | 0           | 0          |